# IC 3726
IC 3726 ist eine Spiralgalaxie vom Hubble-Typ Sc im Sternbild Jagdhunde am Nordsternhimmel. Sie ist schätzungsweise 227 Millionen Lichtjahre von der Milchstraße entfernt und hat einen Durchmesser von etwa 100.000 Lichtjahren.

Im selben Himmelsareal befinden sich u. a. die Galaxien NGC 4655, IC 3713, IC 3723, IC 3758.
Das Objekt wurde am 21. März 1903 von Max Wolf entdeckt.